# Thymoites missionensis
Thymoites missionensis är en spindelart som först beskrevs av Levi 1957.  Thymoites missionensis ingår i släktet Thymoites och familjen klotspindlar. Inga underarter finns listade i Catalogue of Life.